# Hypargyra discors
Hypargyra discors är en skalbaggsart som först beskrevs av Leon Fairmaire 1897.  Hypargyra discors ingår i släktet Hypargyra och familjen långhorningar. Inga underarter finns listade i Catalogue of Life.